# El viaje (álbum)
El viaje es el undécimo álbum de estudio del cantante puertorriqueño de pop latino Luis Fonsi, lanzado el 17 de mayo de 2024 a través de Universal Music Latin.
El álbum se caracteriza por la combinación de ritmos entre urbano, pop, tropical y balada. Además con esta producción, conmemora sus 25 años de carrera musical haciendo referencia a sus viajes en sus canciones presentadas. Asimismo, el álbum se estrenó junto a su sencillo «Santa Marta»  junto al cantante colombiano Carlos Vives.
De este álbum, se desprenden algunos sencillos como: «Pasa la página - Panamá», «Roma», «Buenos Aires» y «La Romana» entre otros. En este álbum, están incluidas las participaciones de Laura Pausini, Jay Wheeler y Omar Montes.

## Lista de canciones
| N.º | Título                           | Duración |  |
| 1.  | «Roma» (con Laura Pausini)       | 3:27     |  |
| 2.  | «Santa Marta» (con Carlos Vives) | 2:35     |  |
| 3.  | «Andalucía»                      | 3:29     |  |
| 4.  | «La Romana»                      | 2:35     |  |
| 5.  | «San Juan» (con Jay Wheeler)     | 3:29     |  |
| 6.  | «México»                         | 2:44     |  |
| 7.  | «Río»                            | 2:39     |  |
| 8.  | «Marbella» (con Omar Montes)     | 2:33     |  |
| 9.  | «Santiago»                       | 3:19     |  |
| 10. | «Pasa la página - Panamá»        | 2:50     |  |
| 11. | «Medellín»                       | 2:50     |  |
| 12. | «Buenos Aires»                   | 2:55     |  |